# Svinice
Svinice (in ungherese Szinyér) è un comune della Slovacchia facente parte del distretto di Trebišov, nella regione di Košice.